# Dobrîn, Volodarsk-Volînskîi
Dobrîn (în ucraineană Добринь) este localitatea de reședință a comunei Dobrîn din raionul Volodarsk-Volînskîi, regiunea Jîtomîr, Ucraina.
Localitatea face parte din regiunea istorică Volânia, iar după tratatul de pace de la Riga din 1921 a devenit parte a Uniunii Sovietice.

## Demografie
Componența lingvistică a localității Dobrîn
     Ucraineană (99,29%)
     Alte limbi (0,71%)
Conform recensământului din 2001, majoritatea populației localității Dobrîn era vorbitoare de ucraineană (99,29%), existând în minoritate și vorbitori de alte limbi.